# Корнешть (Марамуреш)
Корнешть, Корнешті (рум. Cornești) — село у повіті Марамуреш в Румунії. Входить до складу комуни Келінешть.
Село розташоване на відстані 409 км на північний захід від Бухареста, 33 км на північний схід від Бая-Маре, 118 км на північ від Клуж-Напоки.

## Населення
За даними перепису населення 2002 року у селі проживали 495 осіб, усі — румуни. Усі жителі села рідною мовою назвали румунську.